# دائرة قطبية

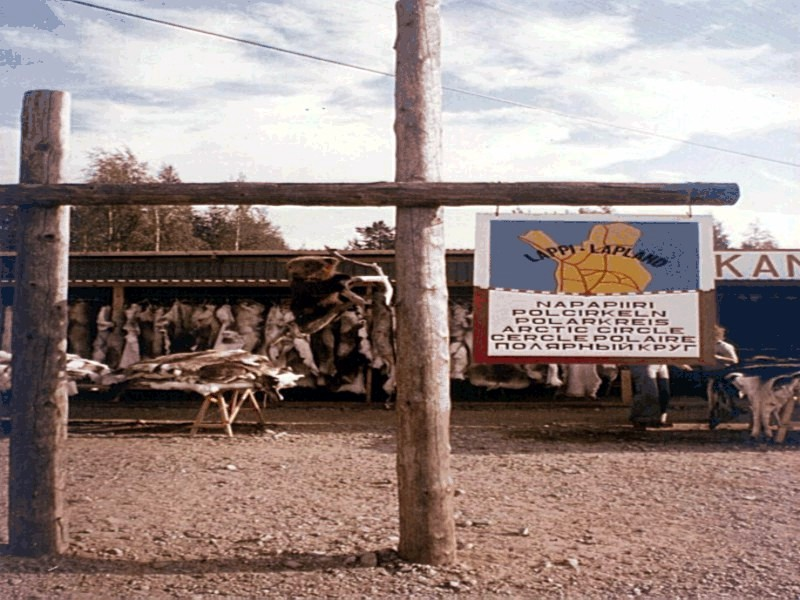
الدائرة القطبية في فنلندا، 1975.

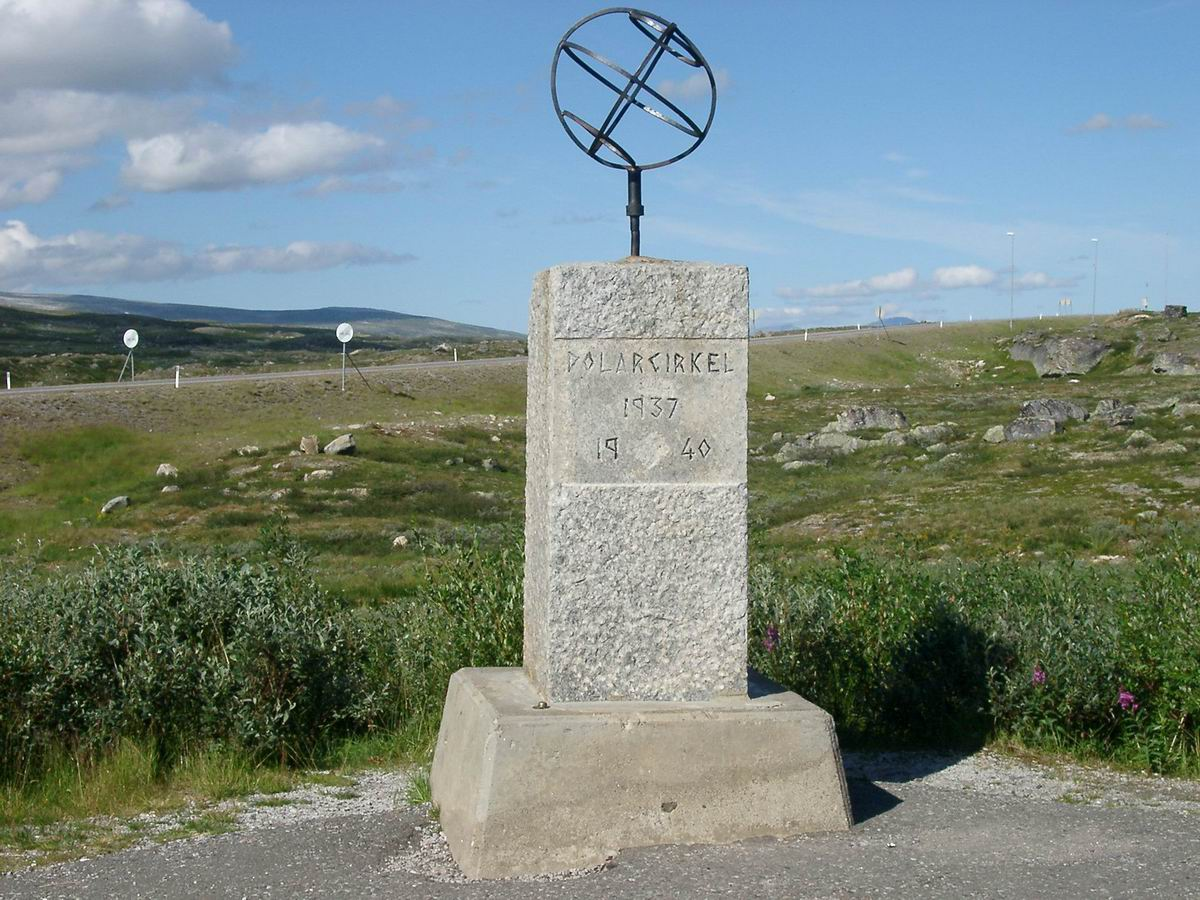
الدائرة القطبية في النرويج في هضبة Saltfjellet.

العلاقة بين الميل المحوري للأرض (ε) والدوائر الاستوائية والقطبية

الدائرة القطبية، (بالإنجليزية: Polar circle)‏، هي الدائرة القطبية الشمالية، أو الدائرة القطبية الجنوبية. على الأرض، تقع الدائرة القطبية الشمالية، عند خط عرض 66 ° 33′ 47.8 ″ شمالاً، وتقع الدائرة القطبية الجنوبية على خط عرض 66 ° 33′47.8 ″س.
من الناحية النظرية، فإن المناطق الواقعة داخل كل دائرة قطبية، والقطب المرتبط بها (القطب الشمالي أو القطب الجنوبي)، والمعروفة جغرافيا باسم المناطق المتجمدة، ستختبر نظريا فترة لا تقل عن 24 ساعة، عندما يكون مركز الشمس فوق الأفق، وفترة زمنية 24 ساعة، على الأقل حيث يكون مركز الشمس باستمرار تحت الأفق سنويًا. ومع ذلك، نظرًا لانكسار الغلاف الجوي، والشمس ككائن ممتد، بدلا من مصدر نقطة، فإن مساحة ضوء النهار المستمر ممتدة نوعا ما، بينما تقل مساحة الظلام المستمر إلى حد ما.
يبلغ خط عرض الدوائر القطبية 90 درجة مطروحًا منها الميل المحوري لمحور الأرض الذي يدور يوميًا بالنسبة إلى الكسوف، وهو مدار مدار الأرض. يختلف هذا الميل بشكل طفيف، وهي ظاهرة توصف بأنها طفرة.  لذلك، يتم حساب خطوط العرض المذكورة أعلاه عن طريق حساب متوسط قيم الميل الملاحظة على مدار سنوات عديدة. يُظهر الميل المحوري أيضًا اختلافات طويلة المدى كما هو موضح في المقالة المرجعية (فرق يعادل 1 ثانية في القوس في الميل يعادل تغييرًا حوالي 31 مترًا شمالًا أو جنوبًا في مواقع الدوائر القطبية على سطح الأرض).